# Lista medicilor membri ai Academiei Române
Aceasta este o listă de medici și medici veterinari români, membri ai Academiei Române (în paranteză anul primirii în Academie).

## Membri titulari
- Constantin Anastasatu (n. 1917 - d. 1995) (1990)
- Constantin N. Arseni (n. 1912 - d. 1994) (1991)
- Ana Aslan (n. 1897 - d. 1988) (1974)
- Victor Babeș (n. 1854 - d. 1926) (1893)
- Ion R. Baciu (n. 1921 - d. 2004) (1993)
- Grigore Alexandru Benetato (n. 1905 - d. 1972) (1955)
- Dimitrie Brândză (n. 1846 - d. 1895) (1879)
- Pius Brânzeu (n. 1911 - d. 2002) (1990)
- Ion Emil Bruckner (n. 1912 - d. 1980) (1974)
- Theodor Burghele (n. 1905 - d. 1977) (1963)
- Nicolae Cajal (n. 1919 - d. 2004) (1990)
- Ioan Cantacuzino (n. 1863 - d. 1934) (1925)
- Costin Cernescu (n. 1940) (2018)
- Mihai Ciucă (n. 1883 - d. 1969) (1938)
- Dumitru Combiescu (n. 1887 - d. 1961) (1955)
- Leon Dănăilă (n. 1933) (2004)
- Ioan Enescu (n. 1884 - d. 1972) (1955)
- Ion Făgărășanu (n. 1900 - d. 1987) (1963)
- Anastasie Fătu (n. 1816 - d. 1886) (1871)
- Iacob Felix (n. 1832 - d. 1905) (1879)
- Octavian Fodor (n. 1913 - d. 1976) (1974)
- Vasile Gheție (n. 1903 - d. 1990) (1990) (medic veterinar)
- Nicolae Ghilezan (n. 1938) (2016)
- Dimitrie Grecescu (n. 1841 - d. 1910) (1907)
- Iuliu Hațieganu (n. 1885 - d. 1959) (1955)
- Ion Haulică (n. 1924 - d. 2010) (1994)
- Nicolae Hortolomei (n. 1885 - d. 1961) (1948)
- Constantin C. Iliescu (n. 1892 - d. 1978) (1965)
- Constantin Ionescu-Mihăești (n. 1883 - d. 1962) (1945)
- Constantin Ionescu-Târgoviște (n. 1937) (2015)
- Constantin I. Istrati (n. 1850 - d. 1918) (1899)
- Arthur Kreindler (n. 1900 - d. 1988) (1948)
- Nicolae Kretzulescu (n. 1812 - d. 1900) (1871)
- Nicolae Gh. Lupu (n. 1884 - d. 1966) (1948)
- Gheorghe Marinescu (n. 1863 - d. 1938) (1905)
- Vasile Mârza (n. 1902 - d. 1995) (1948)
- Ștefan-Marius Milcu (n. 1903 - d. 1997) (1948)
- Aurel Moga (n. 1903 - d. 1977) (1955)
- Marius Nasta (n. 1890 - d. 1965) (1955)
- Ștefan Gh. Nicolau (n. 1874 - d. 1970) (1948)
- Ștefan S. Nicolau (n. 1896 - d. 1967) (1948)
- Iuliu Nițulescu (n. 1895 - d. 1975) (1955)
- Constantin I. Parhon (n. 1874 - d. 1969) (1939)
- Ionel S. Pavel (n. 1897 - d. 1991) (1990)
- Constantin Popa (n. 1938) (2003)
- Laurențiu Mircea Popescu (n. 1944) (2001)
- Alexandru D. Rădulescu (n. 1886 - d. 1979) (1955)
- Vasile Rășcanu (n. 1885 - d. 1980) (1955)
- Oscar Sager (n. 1894 - d. 1981) (1963)
- Nicolae Simionescu (n. 1926 - d. 1995) (1991)
- Ioanel Sinescu (n. 1951) (2011)
- Basil Theodorescu (n. 1891 - d. 1967) (1965)
- Pavel Vasici-Ungureanu (n. 1806 - d. 1881) (1879)
- Radu I. Vlădescu (n. 1886 - d. 1963) (1955)
- Victor A. Voicu (n. 1939) (2001)
- Marin Gh. Voiculescu (n. 1913 - d. 1991) (1990
- Vlad Voiculescu (n. 1913 - d. 2001) (1991)
- George Zarnea (n. 1920 - d. 2012) (1994)

## Membri corespondenți
- Ioan Athanasiu (1868 - d. 1926) (1911) (medic veterinar)
- Ilie Ardelean (n. 1906 - d. 1972) (1948)
- George Assaky (n. 1855 - d. 1899) (1890)
- Gheorghe Benga (n. 1944) (2001)
- Alexandru Bogdan	(n. 1941) (1991) (medic veterinar)
- Dimitrie Călugăreanu (n. 1868 - d. 1937) (1920)
- Alexandru Ciucă (n. 1880 - d. 1972) (1946) (medic veterinar)
- Ioan Ciurea (n. 1878 - d. 1943) (1927) (medic veterinar)
- Emil C. Crăciun (n. 1896 - d. 1976) (1963)
- Leon Silviu Daniello (n. 1898 - d. 1970) (1965)
- Dumitru Dobrescu (n. 1927) (1992)
- Maria Dorobanțu (n. 1951) (2021)
- Constantin Esarcu (n. 1836 - d. 1898) (1884)
- Dimitrie Gerota (n. 1867 - d. 1939) (1916)
- Virgil Gligor (n. 1918 - d. 1977) (1963) (medic veterinar)
- Simion Iagnov (n. 1892 - d. 1958) (1948)
- Nicolae Ionescu-Sisești (n. 1888 - d. 1954) (1939)
- Nicolae Kalinderu (n. 1835 - d. 1902) (1890)
- Scarlat Longhin (n. 1899 - d. 1979) (1963)
- Nicolae M. Manolescu (n. 1936) (1992) (medic veterinar)
- Sabin Manuilă (n. 1894 - d. 1964) (1938)
- Voinea Marinescu (n. 1915 - d. 1973) (1963)
- Constantin Maximilian (n. 1928 - d. 1997) (1992)
- Benedict M. Menkes (n. 1904 - d. 1987) (1952)
- Iuliu Moldovan (n. 1882 - d. 1966) (1920)
- Nicolae Nestorescu (n. 1901 - d. 1969) (1963)
- Constantin T. Nicolau (n. 1897 - d. 1973) (1963)
- Ion Nicolau (n. 1885 - d. 1963) (1955)
- Ion T. Niculescu (n. 1895 - d. 1957) (1955)
- Mihail (Gheorghiad) Obedenaru (n. 1839 - d. 1885) (1871)
- Gheorghe A. Olănescu (n. 1905 - d. 1986) (1963)
- Zaharia Petrescu (n. 1841 - d. 1901) (1885)
- Grigore T. Popa (n. 1892 - d. 1948) (1936)
- Valerian C. Popescu (n. 1912 - d. 2013) (1963)
- Irinel Popescu (n. 1953) (2013)
- Ilie T. Popovici (n. 1902 - d. 1982) (1955) (medic veterinar)
- Grigore Râmniceanu (n. 1845 - d. 1915) (1890)
- Emanoil Riegler (n. 1854 - d. 1929) (1904)
- Petre Spânul (n. 1894 - d. 1962) (1955) (medic veterinar)
- Tiberiu Spârchez (n. 1899 - d. 1977) (1963)
- Alexandru A. Suțu (n. 1837 - d. 1919) (1888)
- Nicolae Teodoreanu (n. 1889 - d. 1977) (1952) (medic veterinar)
- Ion Țurai (n. 1907 - d. 1970) (1955)
- Petre Vancea (n. 1902 - d. 1986) (1963)

## Membri de onoare
- Constantin I. Angelescu (n. 1934)
- Constantin Bălăceanu-Stolnici (n. 1923) (1992)
- Iacob Cristian Stanislau Cihac (n. 1800 - d. 1888) (1872)
- Alexandru-Vladimir Ciurea (n. 1940)
- Gheorghe Cuciureanu (n. 1814 - d. 1886) (1871)
- Leonida Gherasim (n. 1929) (2001)
- Nicolae Dragoș Hâncu (n. 1940) (2011)
- Thoma Ionescu (n. 1860 - d. 1926) (1925)
- Ioan Jak Rene Juvara (n. 1913 - d. 1996) (1992)
- Constantin Levaditi (n. 1874 - d. 1953) (1926)
- Ioan Munteanu (n. 1938) (2004)
- Gheorghe Niculescu (n. 1923 - d. 1995) (1992)
- Mircea Olteanu (n. 1926 - d. 2011) (1992)
- Gheorghe A. Polizu (n. 1819 - d. 1886) (1871)
- Eugeniu Gh. Proca (n. 1927 - d. 2004) (1992)
- Francisc Iosif Rainer (n. 1874 - d. 1944) (1943)
- Carol Stanciu (n. 1938) (2004)
- Marius Sturza (n. 1876 - d. 1954) (1938)
- George N. Udrischi (n. 1867 - d. 1958) (1946) (medic veterinar)

## Membri post-mortem
- Dumitru Bagdasar (n. 1893 - d. 1946) (1948)
- Ștefan Berceanu (n. 1914 - d. 1990) (1991)
- Ioan Moraru (n. 1927 - d. 1989) (1990)
- Ștefan Odobleja (n. 1902 - d. 1978) (1990)
- Nicolae Paulescu (n. 1869 - d. 1931) (1990)
- Ștefan Stâncă (n. 1865 - d. 1897) (1948)
- Vasile Voiculescu (n. 1884 - d. 1963) (1993)